# Josef Kurtz
Josef Kurtz (* 29. Januar 1903 in Rentrisch; † 29. August 1970 in Bliesransbach) war ein deutscher Landwirt in Kleinblittersdorf, OT Bliesransbach (Ritthof) und Politiker (CVP, CDU).

## Leben
Kurtz, der beruflich als Landwirt tätig war, fungierte von 1946 bis 1953 als Vorsitzender des Saarländischen Bauernverbandes. Er wurde 1946 Präsident der Landwirtschaftskammer und war seit 1962 Geschäftsführer der Verbindungsstelle Landwirtschaft-Industrie in Saarbrücken.

## Politik
Kurtz trat nach dem Zweiten Weltkrieg in die CVP ein. Von 1953 bis 1957 war er zunächst stellvertretender Vorsitzender, von 1957 bis 1959 dann Vorsitzender der Partei. Anschließend wechselte er zur CDU über. Kurtz war Mitglied der Verfassungskommission des Saarlandes, welche die Verfassung des Saarlandes ausarbeitete. Er war von 1947 bis 1955 Mitglied des saarländischen Landtages und dort seit 1952 Vorsitzender der CVP-Fraktion. Er amtierte vom 23. Dezember 1952 bis zum 17. Juli 1954 als Parlamentarischer Staatssekretär für Ernährung, Landwirtschaft und staatliche Hofgüter in dem von Franz Ruland geleiteten saarländischen Wirtschaftsministerium. In dieser Funktion war er Mitglied der von Ministerpräsident Johannes Hoffmann geführten Landesregierung. Er war auch ordentliches Mitglied im Wirtschaftsausschuss und im Ausschuss für Heimatvertriebene und stellvertretendes Mitglied im Ausschuss für Ernährung, Landwirtschaft und Forsten. Dem Deutschen Bundestag gehörte er vom 12. Oktober 1964, als er für den verstorbenen Abgeordneten Franz Ruland nachrückte, bis 1965 an.